# National Provincial Championship Division 2 2001
La National Provincial Championship Division 2 2001 fue la vigésimo sexta edición de la segunda división del principal torneo de rugby de Nueva Zelanda.

## Sistema de disputa
El torneo se disputa en formato todos contra todos a una sola ronda, los primeros cuatro clasificados al finalizar la fase regular clasifican a semifinales, los ganadores de estas clasifican a la final, el equipo que gana la final se corona campeón y disputa un playoff frente a un equipo de Primera División.
Los dos equipos que terminan en los últimos lugares descienden directamente a la Tercera División.

## Campeonato
Tabla de posiciones
| Pos. | Equipo         | Encuentros | Encuentros | Encuentros | Encuentros | Tantos | Tantos | Tantos | PB | PB | Puntos |
| Pos. | Equipo         | PJ         | PG         | PE         | PP         | F      | C      | Dif    | BO | BD | Puntos |
| ---- | -------------- | ---------- | ---------- | ---------- | ---------- | ------ | ------ | ------ | -- | -- | ------ |
| 1.º  | Hawke's Bay    | 8          | 8          | 0          | 0          | 304    | 153    | +151   | 7  | 0  | 39     |
| 2.º  | East Coast     | 8          | 6          | 0          | 2          | 199    | 160    | +39    | 2  | 2  | 28     |
| 3.º  | Nelson Bays    | 8          | 5          | 1          | 2          | 204    | 144    | +60    | 2  | 1  | 25     |
| 4.º  | Manawatu       | 8          | 5          | 0          | 3          | 173    | 118    | +55    | 1  | 2  | 23     |
| 5.º  | Marlborough    | 8          | 3          | 1          | 4          | 197    | 179    | +18    | 2  | 2  | 19     |
| 6.º  | Thames Valley  | 8          | 3          | 1          | 4          | 156    | 199    | -43    | 2  | 0  | 16     |
| 7.º  | Mid Canterbury | 8          | 3          | 1          | 4          | 147    | 197    | -50    | 2  | 1  | 16     |
| 8.º  | Wanganui       | 8          | 1          | 0          | 7          | 160    | 225    | -65    | 2  | 4  | 10     |
| 9.º  | King Country   | 8          | 0          | 0          | 8          | 150    | 316    | -165   | 2  | 2  | 4      |

|  | Semifinalistas. |

### Semifinales
| 14 de octubre | Hawke's Bay | 23 -15 | Manawatu |  |  |

| 14 de octubre | East Coast | 21 - 12 | Nelson Bays |  |  |

### Final
| 21 de octubre | Hawke's Bay | 30 - 27 | East Coast |  |  |

| Bandera de Nueva Zelanda |
| Campeón Hawke's Bay      |
| Tercer título            |